# 脊髓小脑性共济失调
脊髓小脑性共济失调（spinocerebellar ataxia，SCA）旧称或俗称小腦萎縮症，是一种累及小脑、脑干和脊髓等神经系统的遗传病，有多种亚型，症状轻重不一，但临床主要表现均有脊髓和小脑病变导致的运动笨拙和不协调，如：姿势和步态异常、随意运动协调障碍、言语障碍、眼球运动障碍和肌张力异常。
脊髓小脑性共济失调不同亚型中尚可伴有眼球运动障碍、缓慢眼动、视神经萎缩、视网膜色素变性、锥体束征（pyramidal sign）、锥体外系症状（extrapyramidal symptom）、肌萎缩、周围神经病和失智等。这些亚型大部分为常染色体显性遗传，极少数为常染色体隐性遗传或X连锁遗传。
本病平均十萬人中有三名患者，估計在台灣約有2500名患者，在香港亦有250至300位患者。

## 病因病理
本病病因不明，但大多有家族遗传倾向，20岁以前發病者多为常染色体隐性遗传，而20岁以后發病者则多为常染色体显性遗传。将Friedreich共济失调缺陷基因定位于9q13～q21，将OPCA遗传基因定位于6p24～p23之间。同时发现与病毒感染、免疫缺陷、生化酶缺乏及DNA修复功能异常等有关，但其确切病因尚不十分清楚。
病理方面，其表现多种多样，常见的有神经细胞的萎缩、变性，髓鞘的脱失，胶质细胞轻度增生，从而出现小脑半球及蚓部、小脑中下脚广泛变性，浦肯野细胞消失；脊髓后柱及克拉克柱的神经细胞萎缩或消失，继发胶质细胞增生，后根与脊神经节变性、髓鞘脱失，尤其在腰、骶段脊髓更为明显。亦可见到大脑皮质、基底核、丘脑、桥脑基底核等脑干部分核团的变性。
這種疾病有可能是因為染色體上核苷酸CAG異常大量重複，且由於CAG重複序列多存在於表現序列（exon）上，因此在其基因表現的蛋白質中便存在長鏈的麩胺酸（Glutamine），此種異狀的蛋白質會導致細胞衰亡。依CAG重複所位的染色體又可細分為不同型的小腦萎縮症。SCA3佔在臺灣人中所有顯性脊髓小腦萎縮症的45%。
在臺灣主要針對小腦萎縮症第一型、第二型、第三型、第六型、第七型和DRPLA型，利用PCR的分子生物技術進行作篩檢。
- SCA1：第6對染色體6p23，正常人CAG重複6-36，患者39-83
- SCA2：第12對染色體（12q24.1）；正常人CAG重複16-30，患者34-49
- SCA3（MJD）：第14對染色體14q21；正常人CAG重複13-44，患者63-85
- SCA6：第19對染色體 19p13.1-13.2，正常人CAG重複4-16，患者21-27
- SCA7：第3對染色體 3p21.1-p12，正常人CAG重複7-35，患者37-130
- DRPLA：第12對染色體（12p13），正常人CAG重複6-35，患者49-88

如家族中有這類病史，家族成員懷孕時，應做絨毛膜取樣術（10-12週）或羊膜穿刺術（16週以上），可分析SCA基因之CAG重複次數。
- 臺北榮民總醫院與陽明大學於2012年9月12日表示，2002年發現「第22型脊髓小腦運動失調」，2012年成功利用「次世代DNA定序」技術，確認「第22型脊髓小腦運動失調」的基因變異是發生在KCND3的鉀離子通道基因。有此初步結果後，法國、美國、日本團隊也加入共同研究，證實法國人、美國猶太人及日本人中都有類似的家族，同時荷蘭的另一個研究團隊也在小腦萎縮症家族中發現KCND3的基因變異[5]。

## 病徵
一連串的遺傳病病徵，以漸進性的步伐不協調為主，伴隨手部動作、言語、眼部活動等失調。小腦通常會萎縮。這類患者發病後，行走的動作搖搖晃晃，有如企鵝，因此被稱為企鵝家族。
與其他運動失調症一樣，本症亦是因為無法精細協調肌肉運動，而導致身體運動困難和其他連帶症狀。
本症可分為幾類，每類的症狀略有不同，各病患之間亦有不同。患者的心智能力不受影響，但身體漸失控制。
- 運動失調的症狀（小腦失調障礙）
由於小腦的神經細胞被破壞而發生的症狀。
  - 步行障礙
步行時出現搖晃。到後期會變成步行困難。
  - 四肢失調
四肢不能依照自己的意思活動。不能好好地使用筷子。寫的字會變得混亂。
  - 語言障礙
說話時發音變得不清楚。聲音的韻律和大小變得混亂，說話的意思變得不明瞭。
  - 眼球振動
在身體姿態及視線方向不變的情況下，眼球出現輕微搖曳。
  - 姿勢反射失調
不能很好地保持姿勢，身體會左右傾斜。
- 運動失調的症狀（脊髓機能障礙）
由於脊髓的神經細胞被破壞而發生的症狀。
  - 顫動
不受自己本身意識控制，雙手出現不隨意的震動。
  - 筋固縮
筋肌及關節出現僵硬現象。
  - 巴宾斯基反射 （Babinski Reflex）
雙足的大拇趾出現向腳背方向彎曲現象。
- 自律神經的症狀（自律神經障礙）
由於自律神經的神經細胞被破壞而發生的症狀。
  - 起立性低血壓
急速起立會出現暈眩。
  - 睡眠時無呼吸
睡覺的時候呼吸停止。
  - 出汗障礙
  - 尿失禁
- 不隨意運動障礙
  - 肌阵挛
急速的肌肉痙攣。
  - 舞蹈運動
身體出現像在跳舞一樣的動作。
  - 肌张力障碍
由於身體的肌肉不隨意地持續收縮，造成肌肉產生變形，而無法依照自身的意思活動。

## 治療及預後
現代醫學對本疾病仍無有效治療方法，只能舒緩症狀及減緩惡化的進行，症狀是不能逆轉的，患者會由不能好好地使用筷子、容易跌倒、無法拿取物品等症狀開始，隨著病情惡化，逐漸變得不能行走和不能執筆書寫，最終進展至不能說話及需要臥床，日常生活都必須由他人照顧。然而即使小腦、腦幹、脊髓萎縮，大腦正常的機能以及智力均完全不受影響。
病發和持續的時間變化範圍相當大。若是由染色體上三核苷酸CAG異常大量重複產生長鏈穀氨酰胺而致病的類型，越長的CAG重複會導致越早發病、病情轉壞得越快。

## 診斷
容易誤診為其他神經疾病，例如多發性硬化症（Multiple sclerosis, MS）。
以磁振造影（MRI）掃瞄腦部，可以見到病變進行中的小腦萎縮。最精確的診斷法是DNA分析，可以分辨本症的不同類型。不是所有類型的脊髓小腦萎縮症都會遺傳，所以患者的子女可以接受DNA檢查，以便得悉他們會否有發病的危險。
本症與橄欖核橋腦小腦萎縮症（OPCA）有關，SCA第1, 2, 7型同時屬於OPCA。不過並非所有OPCA都屬於脊髓小腦萎縮症，反之亦然。這點很容易令人混淆。

## 遺傳
本症的遺傳可依據遺傳的形式和基因所在的染色體區分。本症可屬於常染色體顯性遺傳、常染色體隱性遺傳、或x連鎖遺傳。

## 罹病名人
- 木藤亞也，著有，被改編為電影、電視劇。
- 陳施惠，香港禁毒處關懷青少年計劃「友出路」禁毒大使[7]。
- 劉立立，臺灣導演，有『瓊瑤御用導演』、『瓊瑤劇教母』之稱[8]。

## 有關書籍和影視作品
- (2005)
- 《心星的淚光》(2008)
- 《帶一片風景走》(2011)
- 《失去你的那一天》(2015)
- 《假如没有遇见你》(2018)
- 《一二三，木頭人》(2022)

## 外部連結
- 北京企鹅之家小脑萎缩症病患关爱中心（原中国共济失调病友协会CAA） （页面存档备份，存于）（简体中文）
- 中華小腦萎縮症病友協會（相關病友互助組織） （页面存档备份，存于）（繁體中文）
- 大陸小腦萎縮病友網絡聯盟 （页面存档备份，存于）（简体中文）
- 香港小腦萎縮症協會 （页面存档备份，存于）
- 彰基罕病電子報電子報(第二十一期)--SCA 脊髓小腦退化性動作協調障礙 （页面存档备份，存于）